# 伏木港大橋
伏木港大橋（ふしきこうおおはし）は、富山県高岡市の一級河川小矢部川に架かる橋梁。
伏木港エリア内の交通渋滞の緩和、輸送時間の短縮を目的に1972年（昭和47年）より建設が進められ、1974年（昭和49年）11月8日に開通した。

## 橋データ
- 橋の種類 - 鋼箱桁橋2連 + 鋼下路ローゼ橋 + PC桁橋5連[2]
- 左岸 - 富山県高岡市伏木1丁目
- 右岸 - 富山県高岡市荻布1丁目
- 橋長 - 735.8 m[1]
  - 最大支間長 - 115 m
- 幅員 - 11.7 m[2]
- 総鋼重 - 988 t
- 施工 - 川田工業（鋼橋部）[3]